# Киевская улица (Чернигов)
Киевская улица (укр. Київська вулиця) — улица в Деснянском районе города Чернигова. Пролегает от проспекта Мира до проспекта Левка Лукьяненко (улицы 77 Гвардейской дивизии), исторически сложившаяся местность (район) Ковалёвка и Берёзки; одна из главных транспортных артерий города.
Примыкают улицы Пятницкая, Мстиславская, Гончая, 2-я набережная, Куренёвка (Фикселя), Любомира Боднарука, Подгорная, Самойловича, Марко Вовчок, Северная, переулок Любомира Боднарука, Владимирская, Николая Михновского, Андрея Карнабеда (Короленко), Сосновый переулок, переулок Андрея Карнабеда (Короленко), Киевский переулок (улица Довженко), Кибальчича, Алексея Сенюка (Грибоедова).

## История
Улица проложена в конце XVIII — начале XIX веков, согласно регулярным планам города 1786 и 1805 годов, вероятно, по одному из путей черниговского Посада — Предградья, возникшего во времена Киевской Руси. Это подтверждают археологические исследования 1970—1980 годов, во время которых были выявлены остатки жилищ и металлообрабатывающих мастерских с северной стороны улицы — бывшее предместье Ковалёвка.
Начало улицы (до реки Стрижень) в послевоенные годы значительно преобразовалось: были построены торговый центр «Дружба» (сейчас «ЦУМ Чернигов», проспект Мира № 49) на углу с улицей Ленина и многоэтажные жилые дома по типовым проектам, но при этом были сохранены деревянные усадебные дома. До 1985 года на углу с Пятницкой улицей стоял дом, где располагалось фортепианное производство Якушевского. На его месте был построен 9-этажный дом (№ 7/49) по проекту киевского института «Діпродивільпромбуд».
23 июня 2009 года, решением 39 сессии 5 созыва Черниговского городского совета, была ликвидирована школа № 8 (дом № 23) — сейчас здесь расположен Черниговский окружной административный суд.
В 2010-е годы на месте зелёных насаждений, что на углу Киевской и Пятницкой улиц, началось строительство гостинично-офисного комплекса. 
В 2018 году возобновилось строительство 14-этажного дома (бизнес-центр «Блэк-Вуд-Тауэр») на углу Киевской и Пятницкой улиц про проекту архитектурного бюро «33by»; облицован камнем (сланец) и стеклом. На месте ликвидированной усадебной застройки (дом № 7, который к 2013 году был в полуразрушенном состоянии) строится 16-этажный жилой кирпичный дом. На месте ликвидированной усадебной застройки Гончей улицы (№№ 62 — исторический дом — и 62А) между Зелёной и Киевской улицами планируется строительство 10-этажного жилого дома.

## Застройка
Улица пролегает в северо-восточном направлении по исторической местности Ковалёвка, затем по мосту пересекает реку Стрижень, далее, сделав поворот, пролегает в более северном направлении через историческую местность Берёзки к Яловщине. Начало улицы парная и непарная стороны заняты многоэтажной (9-этажные дома, несколько 5-этажных) жилой застройкой, учреждениями обслуживания, усадебной застройкой, частично малоэтажной жилой застройкой (три 2-этажных дома). Далее (после примыкания Гончей улицы) улица занята только усадебной застройкой.
Вдоль улицы сохранились деревянные дома XIX — начала XX веков: одноэтажные дома с оригинальной резьбой дверей и карнизов № 12, 21, 27, 31, 41, 42, 44, 45, 66. Стены дома № 38 облицованы специальными квадратными металлическими плитами-листами. На углу с Гончей улицей расположен дом с жилым «погребом». На Застриженье сохранился памятник промышленной архитектуры начала XX века — дом бывшего пивзавода Орловского (ныне продовольственная компания «Ясень», дом № 58). Внутри многоэтажной застройки Гончей улицы (дома № 75, 78) расположен памятник архитектуры Особняк Спановского (дом № 14 Б) — усадебный дом XIX века; также имеет адрес дом № 1 по улице Немировича-Данченко.
|                                                                      |                                                                   |                                                                    |                                                               |
| между Мстиславской и Пятницкой слева исторический 2-этажный дом № 13 | между Гончей и Мстиславской слева исторические дома №№ 21 и 19/63 | между рекой Стрижень и Гончей справа Костёл Сошествия Святого Духа | улица на Застриженье слева продовольственная компания «Ясень» |

Учреждения:
- дом № 9 — Управление Государственной казначейской службы Украины в городе Чернигове
- дом № 11 — бизнес-центр «Блэк-Вуд-Тауэр»
- дом № 14 А — «Черниговводоканал» абонентский отдел
- дом № 17 — «Черниговский облавтодор»
- дом № 20 — Костёл Сошествия Святого Духа
- дом № 23 — Черниговский окружной административный суд — до 2009 года была школа № 8
- дом № 30 — детсад № 1
- дом № 58 — продовольственная компания «Ясень»

Памятники архитектуры:
- дом № 14 Б — Особняк Спановского (19 век) — архитектуры местного значения

Есть ряд рядовых исторических зданий, что не являются памятниками архитектуры или истории: 2-этажный дом № 13, усадебные дома №№ 19/63 и 21.